# Катарина фон Брауншвайг-Гифхорн
Катарина фон Брауншвайг-Люнебург-Гифхорн (на немски: Katharina (Catherine) von Braunschweig-Lüneburg-Gifhorn); * 1548 в Гифхорн, † 10 декември 1565 в Шлайц) е принцеса от Брауншвайг-Люнебург-Гифхорн и чрез женитба бургграфиня на Майсен.
Тя е голямата дъщеря на херцог Франц от Брауншвайг-Люнебург и Гифхорн (1508 – 1549) и съпругата му Клара фон Саксония-Лауенбург (1518 – 1576), дъщеря на херцог Магнус I фон Саксония-Лауенбург и на Катарина фон Брауншвайг-Волфенбютел.
По-малката ѝ сестра е Клара фон Брауншвайг-Гифхорн (1550 – 1598).

## Фамилия
Катарина се омъжва на 9 април 1564 г. във Фалерслебен за Хайнрих VI (1536 – 1572) бургграф na Майсен, господар на Плауен, Шлайц и Лобенщайн. Бракът е бездетен. 
Тя умира на 10 декември 1565 г. в Шлайц. Хайнрих VI се жени втори път на 27 август 1566 г. за принцеса Анна от Померания-Щетин (1531 – 1592).